# Adorn
Reka Adorn je izvirala v zahodnem delu Belih gora, od koder se je strmo spuščala proti severo-zahodu, vse do izliva v reko Isen, na mejah Enedwaitha. Bila je pomembna zaradi določanja zahodne meje Rohanskega kraljestva.